# 沙克里斯
沙克里斯（法語：Chacrise，法語發音：[ʃakʁiz]）是法国上法蘭西大區埃纳省的一个市镇，属于苏瓦松区。

## 地理
沙克里斯（49°18'20"N, 3°24'12"E）面积12.74 平方千米，位于法国上法蘭西大區埃纳省，该省份为法国北部内陆省份，北起北部省，西接索姆省和瓦兹省，东临阿登省和马恩省，西南至塞纳-马恩省，东北部与比利时接壤。
与沙克里斯接壤的市镇（或旧市镇、城区）包括：阿西、昂布里耶夫、比藏西、德鲁瓦济、阿尔泰讷和托、米雷和克鲁特、楠特伊苏米雷、克里斯河畔罗济耶尔、塞尔什。

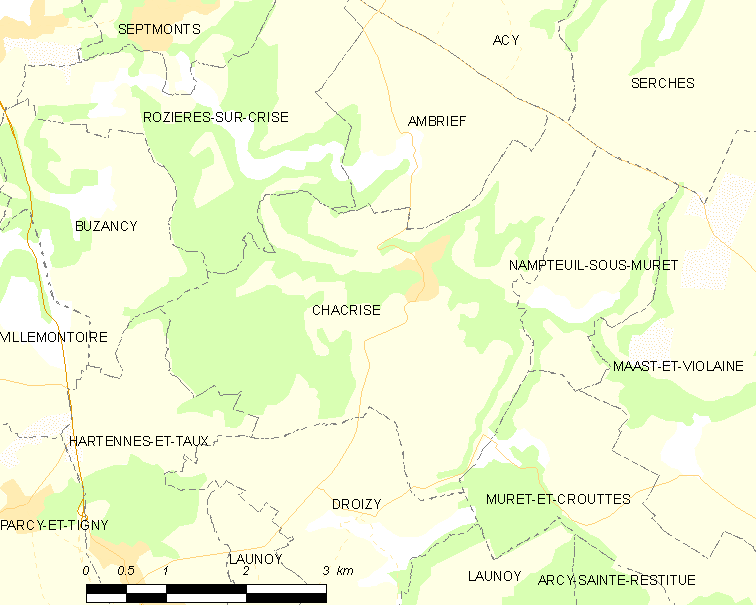
沙克里斯的OSM定位图

沙克里斯的时区为UTC+01:00、UTC+02:00（夏令时）。

## 行政
沙克里斯的邮政编码为02200，INSEE市镇编码为02154。

## 政治
沙克里斯所属的省级选区为维莱科特雷县。

## 人口

1962-2008年间沙克里斯人口变化图示

沙克里斯于2022年1月1日时的人口数量为367人。